# Faradsch

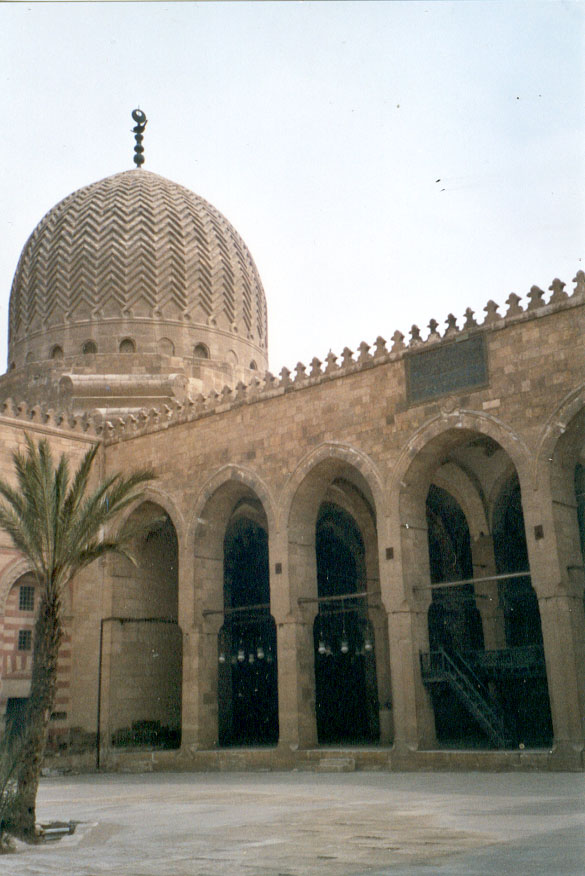
Das Faradsch-Mausoleum in Kairos nördlicher „Totenstadt“

Al-Malik an-Nasir Faradsch ibn Barquq (arabisch الملك الناصر فرج بن برقوق, DMG al-Malik an-Nāṣir Faraǧ b. Barqūq; * 1386; † 1412) war zwischen 1399 und 1412 zweimal Sultan der Mamluken in Ägypten.
Faradsch wurde 1399 Nachfolger seines Vaters Barquq (1382–1399). Unter ihm brachen erneut die Machtkämpfe unter den Mamlukenemiren aus, die das Reich erheblich schwächten. Hinzu kamen weitere Epidemien und Hungersnöte, die zum Rückgang der Bevölkerung und dem Niedergang der Landwirtschaft führten. Dies traf wiederum die Mamluken hart, die auf die Einnahmen aus ihren Militärlehen angewiesen waren. Durch den Zusammenbruch des Währungssystems wurde die Wirtschaft des Reiches weiter geschädigt.
Diese Krise wurde durch den Konflikt mit Timur Lenk weiter verschärft. Um 1400 wurde Syrien mit Aleppo, Hama und Damaskus durch die Truppen Timur Lenks schwer verwüstet, ohne dass er von Faradsch zum Kampf gestellt wurde, da dieser sich wegen eines drohenden Umsturzes nach Kairo zurückzog.
Unter den Mamluken dauerten die Unruhen weiter an. Als Faradsch 1405 überraschend verschwand, wurde sein Bruder Abd al-Aziz als Sultan eingesetzt. Nach zwei Monaten übernahm Faradsch aber wieder die Regierung. Er versuchte in der Folgezeit, die Ordnung in Syrien wiederherzustellen, stieß aber auf den Widerstand der syrischen Mamluken gegen den ägyptischen Zentralismus (in Aleppo herrschte 1407 als Gegensultan al-Malik al-Adil Abdallah Dschakam). Mehrere Feldzüge konnten die Autorität des Sultans nicht wiederherstellen. Im Mai 1412 wurde er gestürzt und auf Betreiben der Rechtsgelehrten in Syrien ermordet. Sein Leichnam verblieb dort, weshalb er nicht in der von ihm für sich und seinen Vater Barquq errichteten Grabmoschee bestattet wurde. Nachfolger wurde der Abbasidenkalif al-Mustain, der für einige Monate das Amt des Sultans übernahm, bevor mit al-Mu'aiyad Schaich (1412–1421) wieder ein Mamluk die Macht übernahm.